# Municipio de Mazapil
El municipio de Mazapil es uno de los 58 municipios del estado mexicano de Zacatecas. Está ubicado en el norte del estado y cubre el 36% del territorio del mismo. Es el municipio más grande de Zacatecas y el decimotercer municipio más grande de la república mexicana. La cabecera municipal se encuentra en la localidad de mismo nombre, Mazapil.

## Geografía
El municipio de Mazapil tiene una extensión territorial de 12 139 kilómetros cuadrados, que lo convierten en el más extenso del estado de Zacatecas, equivaliendo a un 36% de la superficie estatal, o a dos veces la del estado de Aguascalientes; es además, el decimosegundo municipio más extenso del país.
Sus coordenadas geográficas extremas son 23°41′ . 25°4′ de latitud norte y 101°11′ - 102° 41 de longitud oeste. Su altitud fluctúa entre un máximo de 3,200 y un mínimo de 1,300 metros sobre el nivel del mar.
Limita al norte con el Municipio de Melchor Ocampo, al noreste con el municipio de Concepción del Oro, al sur con el municipio de Villa de Cos y al suroeste con el municipio de General Francisco R. Murguía, al noroeste limita con el municipio de Viesca y al noreste con el municipio de Parras y al norte con  el municipio de Saltillo , ambos del estado de Coahuila, al este con el municipio de Vanegas del estado de San Luis Potosí y al oeste con el municipio de San Juan de Guadalupe del estado de Durango.

## Demografía
De acuerdo a los resultados del Censo de Población y Vivienda de 2020 llevado a cabo por el Instituto Nacional de Estadística y Geografía, la población total de Mazapil asciende a 17 774 personas, de las que 9 111 son hombres y 8 663 son mujeres.

### Localidades
El municipio incluye en su territorio un total de 151 localidades. Las principales, considerando su población del censo de 2020 son:
| Localidad                          | Población |
| Total Municipio                    | 17 774    |
| Mazapil                            | 1 262     |
| Terminal de Providencia (Terminal) | 1 186     |
| Cedros                             | 1 147     |
| Estación Camacho                   | 1 037     |
| Caopas                             | 615       |
| Estanque Gallegos (Gallegos)       | 548       |
| San Tiburcio                       | 531       |
| Apizolaya                          | 505       |

## Política
El gobierno del municipio le corresponde, como en todos los municipios de México, al ayuntamiento, estando éste conformado por el presidente municipal, un síndico y el cabildo compuesto por trece regidores, siendo ocho electos por mayoría y cinco por el principio de representación proporcional; el ayuntamiento es electo mediante voto universal, directo y secreto para un periodo gubernamental de tres años no renovables para el periodo inmediato pero sí de manera no consecutiva, todo entran a ejercer su cargo el día 15 de septiembre del año de la elección.

### Representación legislativa
Para la elección de Diputados al Congreso de Zacatecas y al Congreso de la Unión, el municipio de Mazapil se encuentra integrado en los siguientes distritos electorales:
Local:
- Distrito electoral local 12 de Zacatecas con cabecera en Villa de Cos.[6]

Federal:
- Distrito electoral federal 3 de Zacatecas con cabecera en la ciudad de Zacatecas.[7]